# Jules Jacot-Guillarmod
Jules Jacot-Guillarmod (* 24. Dezember 1868 in La Chaux-de-Fonds; † 5. Juni 1925 auf einem Schiff im Golf von Aden, Jemen) war ein Schweizer Arzt, Alpinist, Expeditionsbergsteiger, Autor und Fotograf.

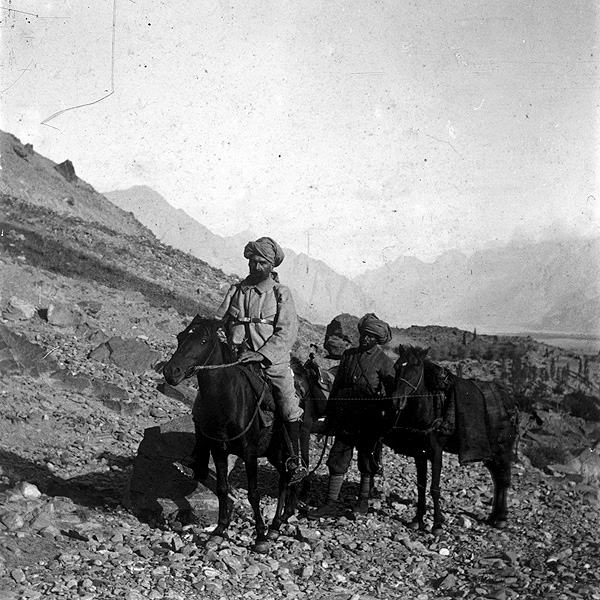
Jules Jacot-Guillarmod zu Pferd im Karakorum 1902

## Leben
Jules Jacot-Guillarmod wuchs in La Chaux-de-Fonds und Saint-Blaise NE auf als Sohn des Tiermalers Jules Guillarmod und der Adèle Emma, geborene Courvoisier. Er studierte Medizin in Zürich und Lausanne. Nach seinem Abschluss etablierte er sich von 1898 bis 1902 als Hausarzt in Corsier GE, von 1904 bis 1910 in Lignières und darauf bis 1912 in St. Blaise. Im Jahre 1907 heiratete er Madeleine Bovet. Ab 1912 leitete er eine psychiatrische Klinik im Schloss von Prilly, das er 1920 erwerben konnte, nachdem die Klinik von 1915 bis 1920 in Vennes untergebracht war.
So oft es sein Beruf erlaubte, wanderte er mit seinen Freunden vom Schweizer Alpen Club (SAC) in den Alpen und hielt zahlreiche Vorträge über seine Besteigungen und Expeditionen und veröffentlichte regelmässig Artikel zu verschiedenen Themen in Schweizer Tageszeitungen und Zeitschriften. Mitglied in verschiedenen Vereinen und Gesellschaften, wurde er z. B. 1915–1917 Präsident der Sektion Diablerets des SAC und 1917–1920 auch Präsident des Vereins der Schweizerischen Geographischen Gesellschaften. Es wurden ihm verschiedene Ehrungen zuteil: Albert I. von Monaco ernannte ihn auf dem Alpinismus-Kongress von 1920 zum Offizier des Karlsordens und 1925 machte ihn Fouad I. von Ägypten am Internationalen Geographischen Kongress in Kairo zum Grossoffizier des Nilordens. Als Expeditionsarzt nahm er 1902 an einer vom Briten Oscar Eckenstein geleiteten Karakorum-Expedition teil, zusammen mit Aleister Crowley, Guy Knowles und den Österreichern Heinrich Pfannl und Viktor Wesseley. Beim Versuch der Besteigung des K2 erreichte er mit Wesseley am Nordostgrat eine Höhe von ca. 6700 m, zu diesem Zeitpunkt ein neuer Höhenweltrekord.

### Erste Besteigungen
Bei einem Ausflug mit Freunden bestieg Jacot-Guillarmod 1889 seinen ersten Berg von 2169 Metern. Anfang 1890, kaufte er seinen eigenen Pickel und umwanderte den Mont Blanc. 1893 bestieg er mit einem seiner Professoren und Studenten die Jungfrau, seinen ersten Viertausender. 1897 machte er sich mit zwei Begleitern von Martigny per Fahrrad auf den Weg nach Chamonix und am 14. Juli erreichte er zum ersten Mal und ohne Bergführer den Gipfel des Mont Blanc. Einige Monate später, auf einem Weiterbildungskurs in Paris, gab er einen Vortrag darüber im Club Alpin Français (CAF), der ihn daraufhin als Mitglied aufnahm. Seine Kontakte zu anderen Mitgliedern mündeten im ersten Versuch, eine Himalaya-Expedition zu organisieren, der aber aus Mangel an den nötigen Mitteln aufgegeben wurde.

### Himalaya Expeditionen

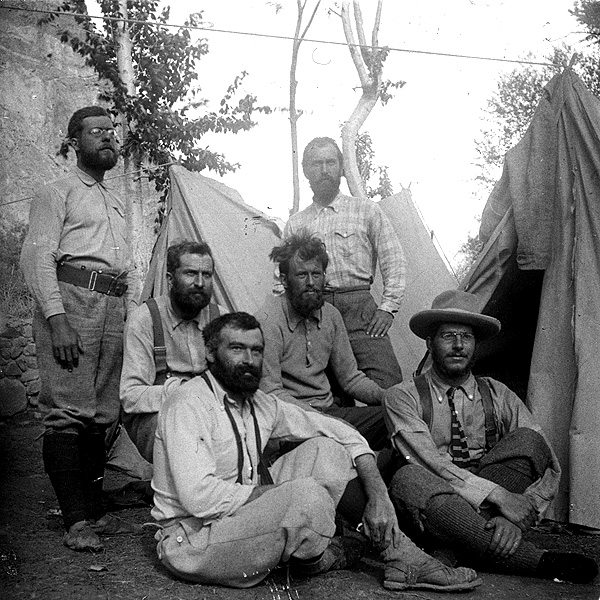
K2-Expedition 1902: (von links) Wessely, Eckenstein, Jacot-Guillarmod, Crowley, Pfannl, Knowles

Im Jahre 1902 nahm Jacot-Guillarmod als Arzt an einer vom Engländer Oscar Eckenstein organisierten Expedition zum K2 im Karakorum teil, deren Ziel der Versuch einer Besteigung war. Die anderen Beteiligten waren zwei weitere Engländer, unter ihnen Aleister Crowley, und zwei Österreicher. Nach Ankunft in Bombay am 21. März 1902, durchquerte die Gruppe Indien bis nach Askolay und stieg, unter Benutzung der von William Martin Conway erstellten Karten, bis zum Concordia-Platz des Baltoro-Gletschers auf, begleitet von über 150 Trägern. Von dort drang sie bis zum Fuss des K2 vor, eine bisher unbekannte Gegend. Im Basislager auf 5700 m blieb die Gruppe aber wetterbedingt fast zwei Monate blockiert. Jacot-Guillarmod machte dort seine ersten Erfahrungen mit der Bergkrankheit: Migräne, Appetitlosigkeit, Übelkeit etc. Es gelang ihm aber nicht, den Zusammenhang zwischen der Höhe und diesen Symptomen zu erkennen. Am 10. Juli 1902 erkundete er mit einem der Österreicher den Nordostgrat des K2 und erreichte so die Höhe von 6700 m. Das Wetter verschlechterte sich immer mehr und einer der Bergsteiger begann an einem Lungenödem zu leiden. Darauf machte sich die Gruppe auf den Rückweg, diesmal durch den Osten des Kontinents. Von diesem siebenmonatigen Aufenthalt brachte Jacot-Guillarmod gegen tausend Stereo-Photographien von diesen wenig oder nicht bekannten Gegenden mit.
Zwei Jahre später organisierte Jacot-Guillarmod selbst eine Expedition, diesmal zum nepalesischen und 8585 m hohen Kangchendzönga in der Nähe des Everest. Ausser zwei Schweizern, gelang es ihm, auch Aleister Crowley, den er seit 1902 am K2 kannte, zu gewinnen. Für die Zusammenstellung der Expedition in Darjeeling zogen sie noch einen italienischen Hotelier mit einheimischen Sprachkenntnissen hinzu. Von Darjeeling aus rückte die Gruppe auf der Grenze zwischen Sikkim und Nepal vor. Nach Überwindung des Yalung Chu Tales, erfolgte der Aufstieg über einen steilen Gletscher. Durch eine Lawine verloren nepalesische Träger und ein Schweizer auf 6700 m Höhe ihr Leben. So brach die Expedition brutal ab und die Rückkehr durch die Berglandschaft Sikkims fand ohne Crowley statt, der sich nach dem Unglück absetzte.

### Andere Expeditionen
Zusammen mit dem Neuenburger Ethnologen George Montandon nahm er 1919 an einer Mission des Internationalen Roten Kreuzes IKRK teil, um nach Sibirien deportierte Kriegsgefangene zu versorgen und ihre Rückführung abzuklären. Vom Fürsten von Monaco wurde er mit dem Orden des heiligen Karl ausgezeichnet.
Er war Mitglied vieler alpinistischer Vereinigungen, u. a. des Schweizer Alpen-Club, des Club Alpin Français, des Akademischen Alpenclubs Zürich, der Groupe de Haute Montagne und Präsident der Schweizerischen Gesellschaft für Geographie, hielt unzählige Vorträge und kämpfte gegen Bahnprojekte auf die Jungfrau, Matterhorn und Diablerets. Am Internationalen Geografenkongress in Kairo ernannte ihn König Fu'ād I. von Ägypten zum Grand Officer de l’Ordre du Nil. 1925 brach er allein zu einer Afrikadurchquerung von Norden nach Süden auf, musste dieses Vorhaben jedoch wegen einer Erkrankung bereits am Victoriasee abbrechen. Er starb auf einem französischen Postschiff im Golf von Aden am 5. Juni 1925 und wurde in der Hafenstadt Aden begraben.

## Fotografischer Nachlass
Rund 1.600 Stereo-Glasplatten von den vier Forschungsreisen bilden den aussergewöhnlichen Grundstein des Fotobestands. Jules Jacot-Guillarmod hat Länder und Landschaften unsterblich gemacht; eine Serie mit dem Titel «Europe» umfasst knapp 2.700 Ansichten: Exkursionen in die Berge (Frankreich und Schweiz), militärische Szenen, Reisen in der Schweiz und Ansichten des Kantons Neuchâtel sowie Aufnahmen der Familie. 100 Glasplatten betreffen seine Hochzeitsreise, die er 1907 nach Konstantinopel unternahm. Zum Bestand gehören auch 120 Autochromplatten mit Schweizer Sujets. Alle diese Platten werden zurzeit digitalisiert. Hierbei sind seine persönlichen Tagebücher (ca. 6.000 Seiten) eine große Hilfe, die in der Bibliothek der Stadt La Chaux-de-Fonds aufbewahrt werden.

## Werke
- Journal du 1er janvier 1886 au 27 mai 1925, 74 carnets. Fonds Jacot-Guillarmod, Bibliothèque de la ville de La Chaux-de-Fonds.
- Nouvel an à la cabane Fridolin. In: L’Écho des Alpes 1895, p. 117–131.
- Au Mont-Blanc. In: L’Écho des Alpes 1897, p. 249–268.
- Autour de Chanrion. In: Patrie suisse n°4, 1897, p. 279–281.
- La pellotine chez les aliénés. Thèse de doctorat de Jules Jacot-Guillarmod, Lausanne 1897.
- Album des cabanes du Club Alpin Suisse. Berne: Schmidt & Francke 1898.
- Dans les Alpes de la Suisse primitive. In: L’Écho des Alpes 1896, p. 211–217 et 335–345.
- Dans l’Himalaya. In: Suisse libérale 1902, numéros 107 (9 mai), 108 (10 mai), 121 (26 mai), 122 (27 mai), 158 (8 juillet), 159 (9 juillet), 166 (17 juillet), 167 (18 juillet), 184 (7 août), 209 (5 septembre), 210 (6 septembre), 219 (17 septembre), 220 (18 septembre).
- Un record dans l’Himalaya. In: Jahrbuch des Schweizer Alpen Club n°38, 1902–1903, p. 212–227.
- Six mois dans l’Himalaya, le Karakorum et l’Hindu-Kush: voyages et explorations aux plus hautes montagnes du monde. Neuchâtel: W. Sandoz 1904.
- Vers le Kangchinjunga (8585 m), Himalaya népalais. In: Jahrbuch des Schweizer Alpen Club n°41, 1905–1906, p. 190–205.
- Au Mönch (4105 m) par l’arrête nord-ouest. In: Jahrbuch des Schweizer Alpen Club n°43, 1907–1908, p. 364–371.
- Crampons et piolets. In: Jahrbuch des Schweizer Alpen Club n°45, 1909–1910, p. 344–353.
- Au Kangchinjunga: voyages et explorations dans l’Himalaya du Sikhim et du Népal. In: L’Écho des Alpes 1914, p. 389–406.
- À l’assaut des plus hauts sommets du monde. In: L’Écho des Alpes 1921, p. 337–350.
- Les grottes des Dentaux. In: Bulletin de la Société vaudoise des sciences naturelles n°203, 1921, p. 193–204.
- Les résultats de l’expédition de l’Everest en 1921. In: L’Écho des Alpes 1922, p. 117–120.
- Esquisses topographiques du Chogori ou K2 et du Kangchinjunga (Himalaya). In: Bulletin de la Société neuchâteloise de Géographie vol. XXXIV, Neuchâtel, 1925, p. 34–37.